# The Chronological Classics: Teddy Wilson and His Orchestra 1935-1936
| Recensione | Giudizio |
| ---------- | -------- |
| AllMusic   | [ 1 ]    |

The Chronological Classics: Teddy Wilson and His Orchestra 1935-1936 è un Compilation del pianista jazz statunitense Teddy Wilson, pubblicato dall'etichetta discografica francese Classics Records nel 1990.

## Tracce
1. These 'n' That 'n' Those – 3:12 (Milton Pascal, Edgar Fairchild) – Registrato il 3 dicembre 1935 a New York
2. Sugar Plum – 2:59 (Gus Kahn, Arthur Johnston) – Registrato il 3 dicembre 1935 a New York
3. You Let Me Down – 2:52 (Al Dubin, Harry Warren) – Registrato il 3 dicembre 1935 a New York
4. Spreadin' Rhythm Around – 2:53 (Ted Koehler, Jimmy McHugh) – Registrato il 3 dicembre 1935 a New York
5. I Feel Like a Feather in the Breeze – 3:15 (Mack Gordon, Harry Revel) – Registrato il 17 gennaio 1936 a New York
6. Breaking in a Pair of Shoes – 3:08 (Ned Washington, Dave Franklin, Sam Howard Stept) – Registrato il 17 gennaio 1936 a New York
7. Life Begins When You're in Love – 3:03 (Lew Brown, Harry Richman, Victor Schertzinger) – Registrato il 30 gennaio 1936 a New York
8. (If I Had) Rhythm in My Nursery Rhymes – 3:00 (Sammy Cahn, Don Raye, Jimmie Lunceford, Saul Chaplin) – Registrato il 30 gennaio 1936 a New York
9. Christopher Columbus – 2:43 (Andy Razaf, Chu Berry) – Registrato il 17 marzo 1936 a New York
10. My Melancholy Baby – 2:58 (Gerge A. Norton, Ernie Burnett) – Registrato il 17 marzo 1936 a New York
11. All My Life – 3:11 (Sidney D. Mitchell, Sam Stept) – Registrato il 17 marzo 1936 a New York
12. Mary Had a Little Lamb – 2:52 (Autore sconosciuto) – Registrato il 14 maggio 1936 a Chicago, Illinois
13. Too Good to Be True – 3:07 (Clay Boland) – Registrato il 14 maggio 1936 a Chicago, Illinois
14. Warmin' Up – 3:12 (Teddy Wilson) – Registrato il 14 maggio 1936 a Chicago, Illinois
15. Blues in C Sharp Minor – 3:15 (Teddy Wilson) – Registrato il 14 maggio 1936 a Chicago, Illinois
16. It's Like Reaching for the Moon – 3:23 (Al Sherman, Al Lewis) – Registrato il 30 giugno 1936 a New York
17. These Foolish Things – 3:20 (Holt Marvel (Eric Maschwitz), Jack Strachey, William Walker) – Registrato il 30 giugno 1936 a New York
18. Why Do I Lie to Myself About You? – 3:06 (Coutts) – Registrato il 30 giugno 1936 a New York
19. I Cried for You – 3:14 (Gus Arnheim, Arthur Freed, Abe Lyman) – Registrato il 30 giugno 1936 a New York
20. Guess Who – 3:12 (Rodney Hunter) – Registrato il 30 giugno 1936 a New York
21. You Came to My Rescue – 3:07 (Leo Robin, Ralph Rainger) – Registrato il 24 agosto 1936 a Los Angeles, California
22. Here's Love in Your Eyes – 3:03 (Leo Robin, Ralph Rainger) – Registrato il 24 agosto 1936 a Los Angeles, California

## Musicisti
These 'n' That 'n' Those / Sugar Plum / You Let Me Down / Spreadin' Rhythm Around

(Teddy Wilson and His Orchestra)
- Teddy Wilson - pianoforte
- Billie Holiday - voce solista (eccetto nel brano: Sugar Plum)
- Richard Clarke - tromba
- Tom Mace - clarinetto
- Johnny Hodges - sassofono alto
- Dave Barbour - chitarra
- Grachan Moncur - contrabbasso

I Feel Like a Feather in the Breeze / Breaking in a Pair of Shoes

(Piano solos)
- Teddy Wilson - pianoforte

Life Begins When You're in Love / (If I Had) Rhythm in My Nursery Rhymes

(Teddy Wilson and His Orchestra)
- Teddy Wilson - pianoforte
- Billie Holiday - voce solista (eccetto nel brano: (If I Had) Rhythm in My Nursery Rhymes)
- Gordon Griffin - tromba
- Rudy Powell - clarinetto
- Ted McRae - sassofono tenore
- John Trueheart - chitarra
- Grachan Moncur - contrabbasso
- Cozy Cole - batteria

Christopher Columbus / My Melancholy Baby / All My Life

(Teddy Wilson and His Orchestra)
- Teddy Wilson - pianoforte
- Ella Fitzgerald - voce solista (eccetto nel brano: Christopher Columbus)
- Frank Newton - tromba
- Benny Morton - trombone
- Jerry Blake - clarinetto, sassofono alto
- Ted McRae - sassofono tenore
- John Trueheart - chitarra
- Lennie Stanfield - contrabbasso
- Cozy Cole - batteria

Mary Had a Little Lamb / Too Good to Be True / Warmin' Up / Blues in C Sharp Minor

(Teddy Wilson and His Orchestra)
- Teddy Wilson - pianoforte
- Roy Eldridge - tromba
- Roy Eldridge - voce solista (solo nel brano: Mary Had a Little Lamb)
- Buster Bailey - clarinetto
- Chu Berry - sassofono tenore
- Bob Lessey - chitarra
- Israel Crosby - contrabbasso
- Sidney Catlett - batteria

It's Like Reaching for the Moon / These Foolish Things / Why Do I Lie to Myself About You? / I Cried for You / Guess Who

(Teddy Wilson and His Orchestra)
- Teddy Wilson - pianoforte
- Billie Holiday - voce solista (eccetto nel brano: Why Do I Lie to Myself About You?)
- Jonah Jones - tromba
- Johnny Hodges - sassofono alto
- Harry Carney - clarinetto, sassofono baritono
- Lawrence Lucie - chitarra
- John Kirby - contrabbasso
- Cozy Cole - batteria

You Came to My Rescue / Here's Love in Your Eyes

(Teddy Wilson and His Orchestra)
- Teddy Wilson - pianoforte
- Vera Lane (Helen Ward) - voce solista
- Gordon Griffin - tromba
- Benny Goodman - clarinetto
- Vido Musso - sassofono tenore
- Allen Reuss - chitarra
- Harry Goodman - contrabbasso
- Gene Krupa - batteria
- Lionel Hampton - vibrafono[2]